# Stazione di Borore
La stazione di Borore è una stazione ferroviaria a servizio del comune di Borore, lungo la ferrovia Cagliari-Golfo Aranci.

## Storia

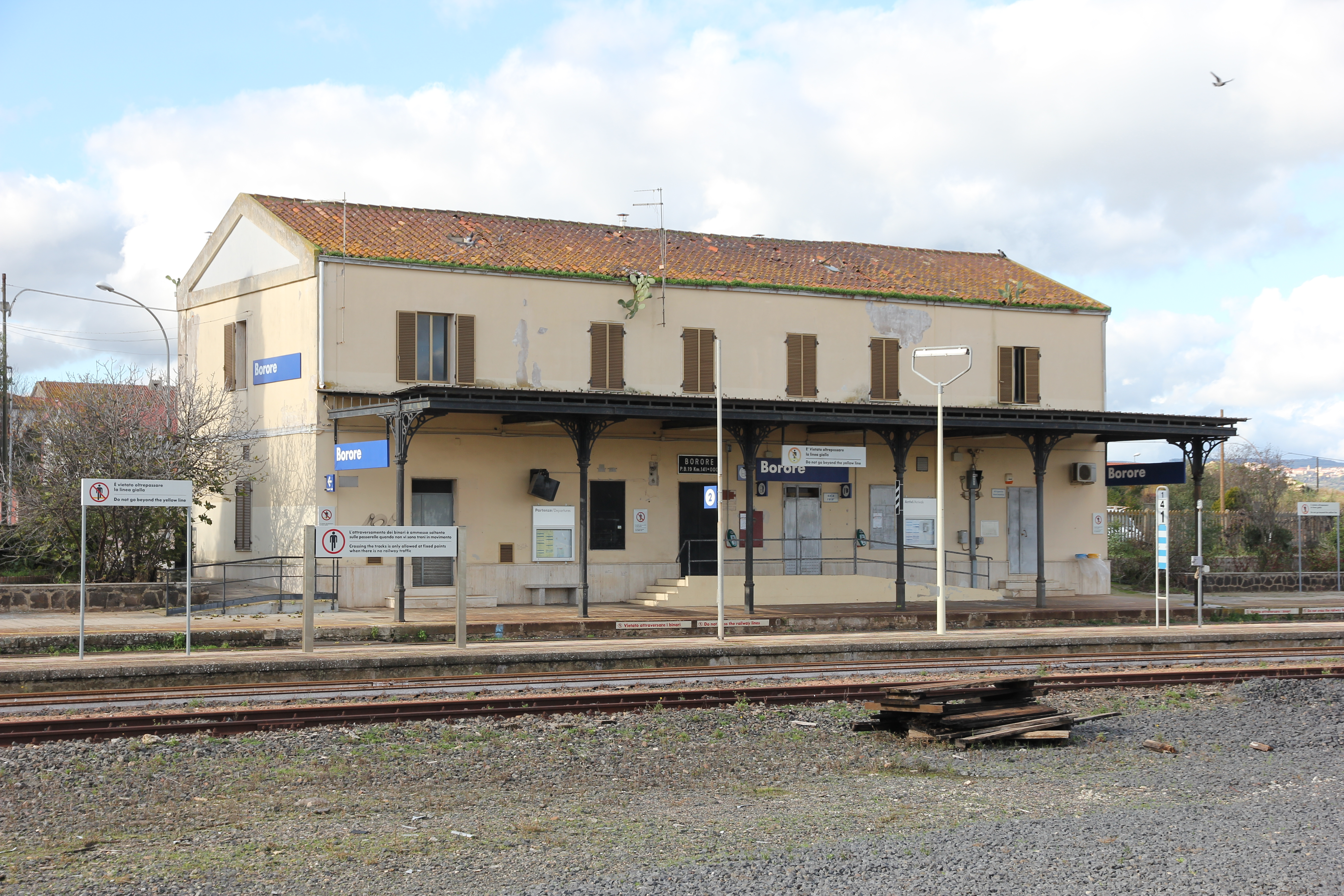
Il fabbricato viaggiatori, sede provvisoria dell'esercizio delle FS in Sardegna durante la seconda guerra mondiale

La nascita della stazione risale alla seconda metà dell'Ottocento, periodo in cui su iniziativa della Compagnia Reale delle Ferrovie Sarde fu realizzata la Dorsale Sarda, il cui tracciato raggiunse anche la periferia est di Borore. L'inaugurazione della stazione avvenne il 1º luglio 1880, in contemporanea con quella del tronco ferroviario Oristano-Giave, e fu aperta all'attività il giorno dopo.
Alle Ferrovie Reali, che oltre a realizzare la linea e lo scalo ne furono il primo gestore, subentrarono nel 1920 le Ferrovie dello Stato, le quali a inizio anni duemila passarono la gestione dell'impianto alla propria società controllata RFI. 
Nel corso della seconda guerra mondiale la stazione assunse per qualche tempo un importante ruolo nella rete sarda delle FS, dato che divenne sede provvisoria degli uffici regionali di Esercizio e di Delegazione sociali, dopo che nel 1943 la loro sede abituale, la stazione di Cagliari, era stata pesantemente danneggiata dai bombardamenti alleati, con conseguente decentramento di uffici, depositi e officine in varie stazioni della Dorsale Sarda.
Tra gli anni settanta e gli ottanta l'impianto fu sottoposto ad interventi di potenziamento infrastrutturale per il servizio merci, con la realizzazione tra l'altro di un piano sopraelevato per il carico dall'alto delle merci nei convogli.

## Strutture e impianti
La stazione, situata lungo la ferrovia Cagliari-Golfo Aranci, è dotata complessivamente di cinque binari: il primo è quello di corsa, che insieme ai binari due e tre è attrezzato per il servizio viaggiatori. Questi sono serviti da due banchine, una attigua al fabbricato viaggiatori, dotata di pensilina ed adiacente al binario uno, l'altra comune ai binari due e tre, e raggiungibile tramite passerella sui binari.

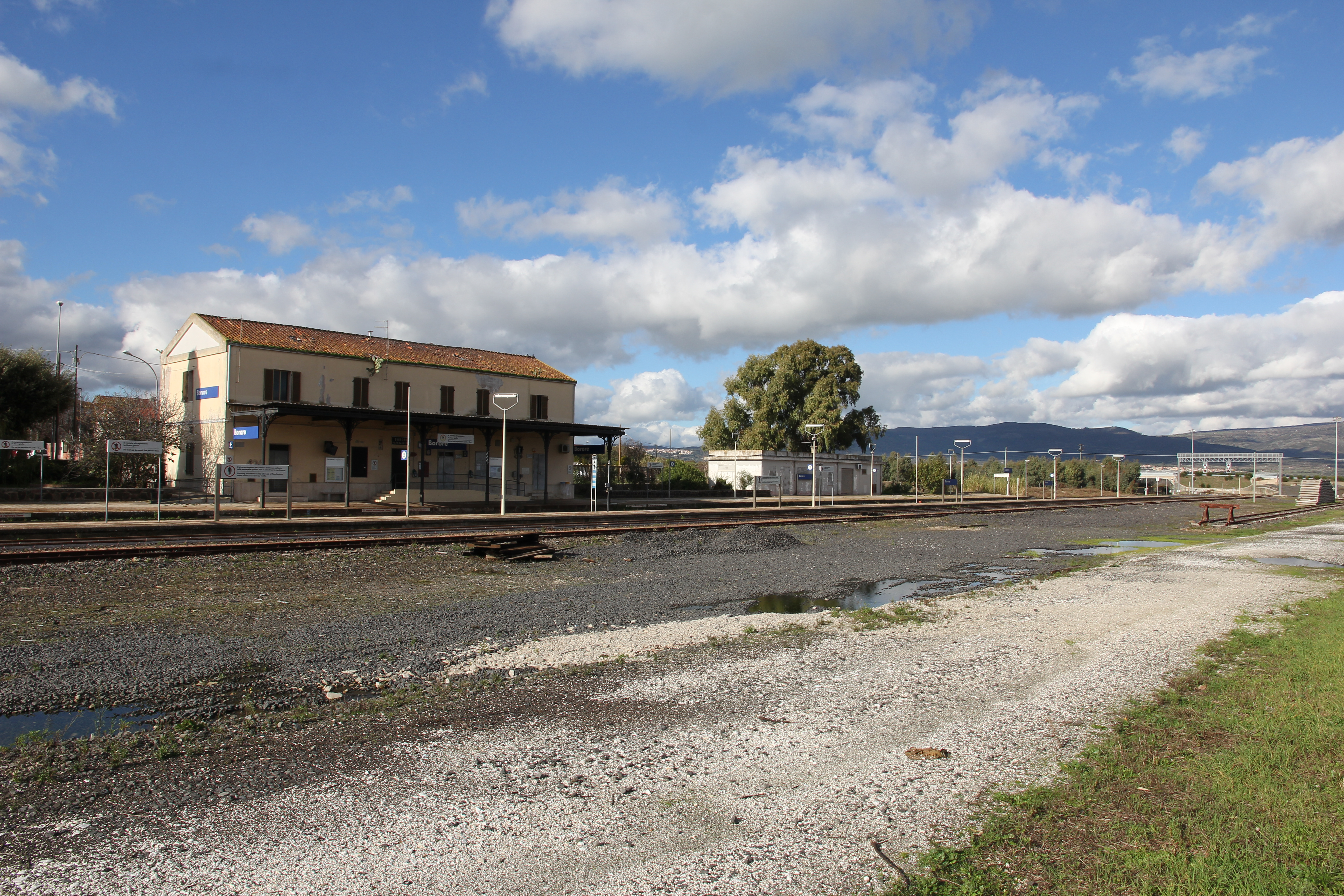
Panoramica dello scalo in direzione nord

I binari più orientali, il quattro ed il cinque, sono in uso per il ricovero di rotabili e per il servizio merci, sebbene ad eccezione di eventuali convogli straordinari dalla seconda metà degli anni duemila tale servizio sia cessato in Sardegna. Il binario cinque è tronco, tuttavia anche gli altri (ad esclusione del primo) sono dotati di prolungamenti con questa caratteristica. Parallelo al binario 5 si trova inoltre un piano caricatore su struttura rialzata, per il caricamento dall'alto di carri merci aperti.
Ad ovest del fascio binari si trovano tutti gli edifici della stazione: il maggiore è il fabbricato viaggiatori, chiuso al pubblico, che si estende su due piani (di cui il secondo destinato ad alloggi) più tetto a falde in laterizi, e realizzato a pianta rettangolare. Un altro edificio destinato a locali di servizio si trova a nord della costruzione principale, esteso sul singolo piano terra, mentre a sud trova posto il piccolo fabbricato dei servizi igienici, anch'esso chiusa al pubblico.
La stazione è impresenziata, e viene gestita in remoto dal DCO di Cagliari.

## Movimento
La stazione è servita da Trenitalia, i cui treni regionali espletati per conto della Regione Autonoma della Sardegna lungo la Cagliari-Golfo Aranci effettuano fermata nell'impianto.

## Servizi

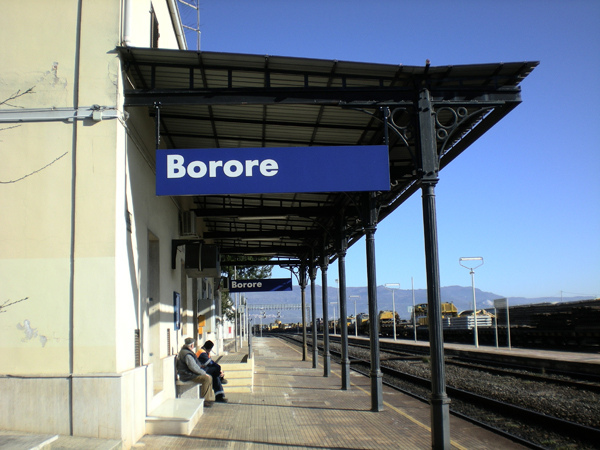
L'area passeggeri dell'impianto, dinanzi al fabbricato viaggiatori

Dal punto di vista commerciale la stazione è classificata da RFI in categoria "bronze", ed è accessibile ai portatori di disabilità motorie.

## Interscambi
Nelle vicinanze della stazione tra la via Roma ed il viale della Resistenza è presente una fermata delle autolinee dell'ARST, che effettuano il collegamento con i centri limitrofi.
- Fermata autobus